# Skype for Business
Skype for Business (tidligere Microsoft Lync og Microsoft Office Communicator) er en kommunikations-software, som Skype og tidligere Windows Live Messenger.
Skype for Business er et enterprise produkt under Microsoft Office og kan blandt andet anvendes til gruppearbejde i skolen eller virksomheden.
Det kan desuden også anvendes som telefoniplatform.
I september 2017 annoncerede Microsoft at de vil udfase Skype for Business til fordel for Microsoft Teams, en cloud-baseret samarbejdsplatform. Support for Skype for Business Online vil stoppe juli 2021 - og Skype for Business Server 2019 vil få forlænget support til 14. oktober 2025.
 Der er for få eller ingen kildehenvisninger i denne artikel, hvilket er et problem. Du kan hjælpe ved at angive troværdige kilder til de påstande, som fremføres i artiklen.

| Software | Spire Denne artikel om software og programmering er en spire som bør udbygges. Du er velkommen til at hjælpe Wikipedia ved at udvide den. |